# Evdir Han
Koordinaten: 36° 59′ 19″ N, 30° 34′ 48″ O

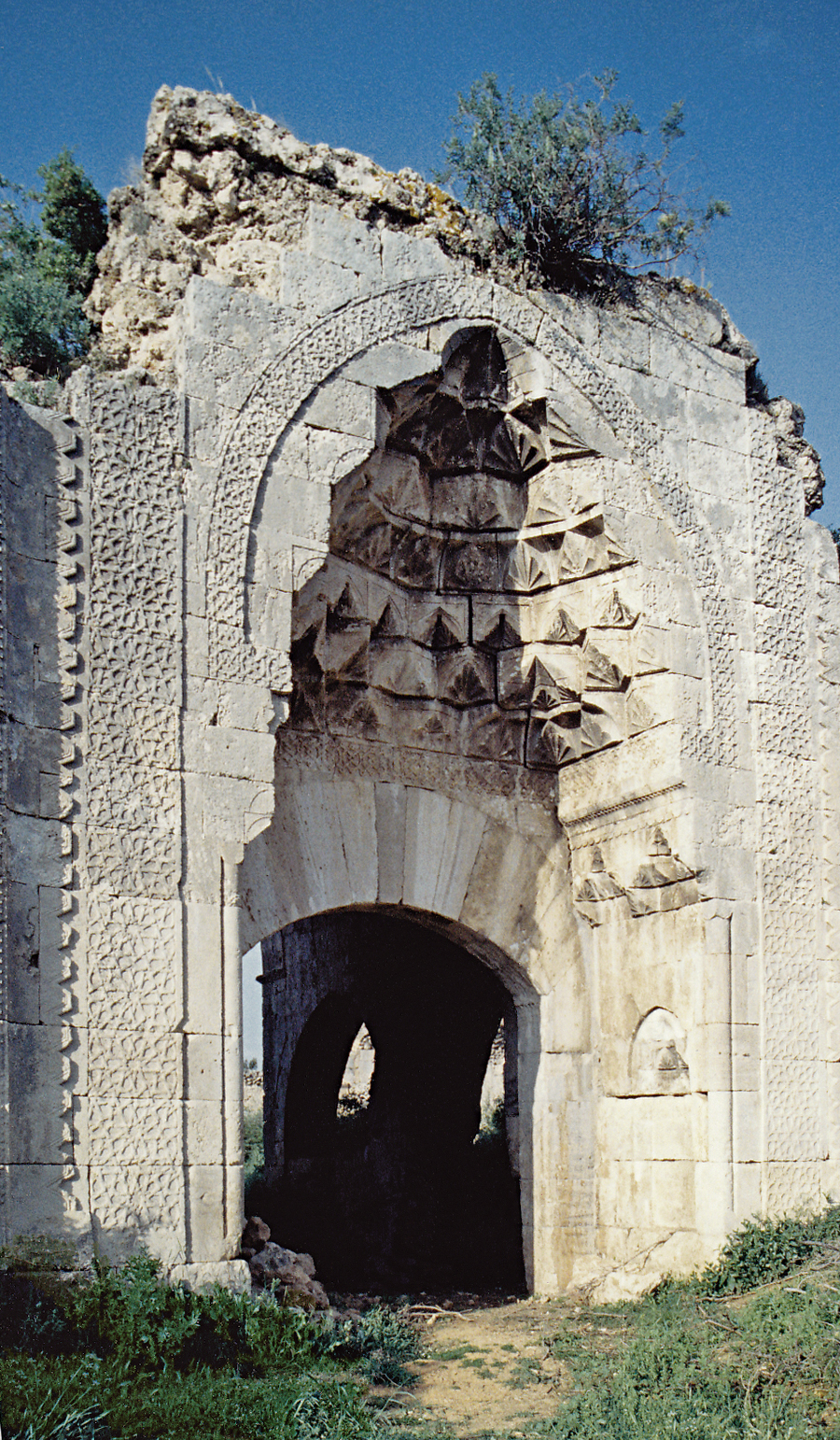
Portal

Der Evdir Han (auch Korkuteli Han) ist eine seldschukische Karawanserei nördlich von Antalya in der gleichnamigen Provinz in der Südtürkei.

## Lage
Der Evdir Han liegt im Landkreis Döşemealtı, etwa 20 Kilometer nordwestlich des Stadtzentrums der Provinzhauptstadt beim Dorf Düzlerçamı, einen Kilometer nordöstlich der heutigen Fernstraße E 87 von Antalya nach Denizli. Er ist der erste Han an der Straße, die Antalya mit Konya, der Hauptstadt des Sultanats der Rum-Seldschuken, verband. Ihm folgt etwa 15 Kilometer nördlich der Kırkgöz Han. Etwa zehn Kilometer westlich des Hans liegt in Sichtweite der Bergstock Solymos, heute Güllük Dağı, mit den Ruinen der antiken Stadt Termessos.

## Geschichte
Der deutsch-amerikanische Experte für islamische Kunst Rudolf Meyer Riefstahl bereiste in den 1920er-Jahren Anatolien und sammelte Material zur seldschukischen Architektur. Er berichtet 1931 von einer Bauinschrift, die er in der Schule des nahegelegenen Dorfes Yeşilbayirköy fand. Darin wird der Sultan Izz Ad-Din Kai Kaus I. als Bauherr der Karawanserei genannt. Demzufolge wird der Bau in dessen Regierungszeit 1211 bis 1220 datiert. Kai Kaus’ Vorgänger Kai Chosrau I. hatte 1207 Antalya für die Rum-Seldschuken erobert, woraufhin an der Verbindungsstrecke nach Konya eine Reihe von Karawanenstationen eingerichtet wurde. Die Inschrift ist heute verschollen.

## Aufbau

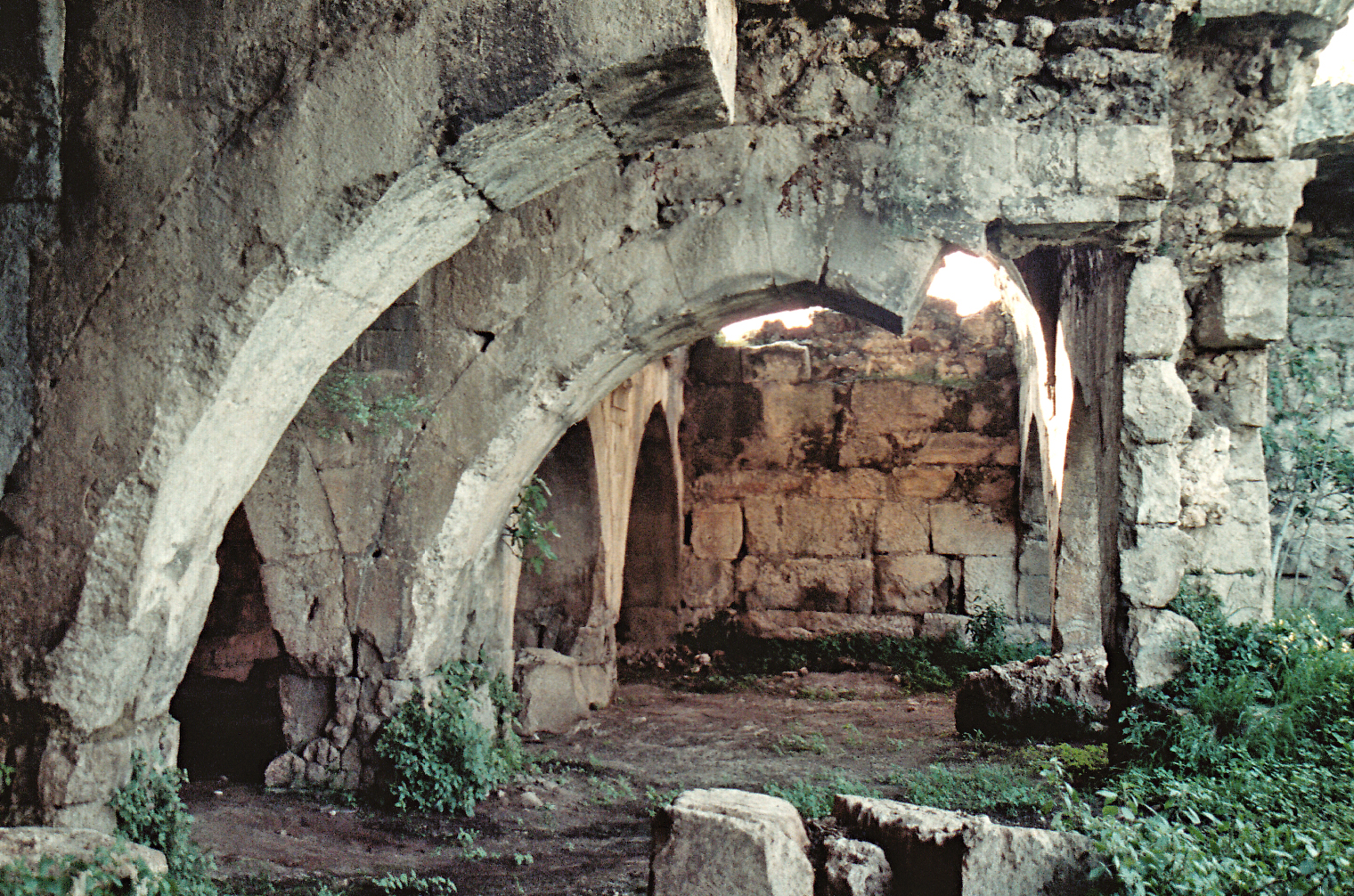
Arkadengang

Der Han hat mit 45,3 × 78,8 Metern eine beachtliche Grundfläche, sie macht ihn zum drittgrößten der seldschukischen Hans in der Türkei, nach der Sultanhanı bei Aksaray und dem gleichnamigen Han bei Kayseri. Dies deutet darauf hin, dass es sich vermutlich um einen der sechs sogenannten Sultan-Hans handelt, deren Bau vom Herrscher direkt in Auftrag gegeben war. Er wäre damit der älteste erhaltene Sultan-Han. 
Der Eingang ist nach Südwesten mit Blick auf den Solymos ausgerichtet. Die Außenmauern bestehen aus sauber gearbeiteten Steinen, von denen einige Steinmetzzeichen aufweisen. Das Gebäude entspricht dem Typ des offenen Hof-Hans, es gibt keinen geschlossenen, bedeckten Bereich. Um den Innenhof gruppieren sich ebenfalls offene Zellen. An Nordwest- und Südostseite finden sich jeweils 14 davon, wovon die achte, etwas größere, die Form eines Iwans hat. Die Zellen haben als Dach ein zum Hof gerichtetes, leicht spitzbogiges Tonnengewölbe. Die Nordostseite hat elf entsprechende Räume, ebenso die Südwestwand, wobei dort der mittlere Raum den Eingang bildet. Beiderseits der Portalpassage befinden sich zwei geschlossene Räume. Vor den offenen Zellen der vier Wände verläuft ringsum ein Gang aus offenen, wiederum leicht spitzbogigen Arkaden, ähnlich einem Kreuzgang, der von gleichartigen Bögen gestützt wird. Die Moschee war möglicherweise in dem östlichen Iwan untergebracht, Spuren eines Mihrab wurden nicht gefunden. Ein Bad konnte nicht lokalisiert werden.
Der mächtige Portalbau aus weißem Kalkstein springt nach außen aus der Mauer hervor. Das obere Gesims, zu dem wohl die verlorene Bauinschrift gehörte, fehlt. Das Portal zeigt ein bemerkenswertes Dekorprogramm aus geflochtenen Bändern, Dreiecken und Sternen. An den Innenseiten befinden sich zwei Nischen, darüber zwei Muqarnasgiebel sowie ein Band mit verflochtenen und durchbrochenen Schnitzereien. Das Tor selbst wird von einem mächtigen Muqarnasgiebel mit Palmetten gekrönt. Die beeindruckende Ornamentik des Tores weist ebenfalls auf eine Funktion als Sultan-Han hin.
Das Gebäude ist in stark ruinösem Zustand. Auf der Nordwest- und Südostseite sind die Gewölbezellen noch erhalten, von der Nordostseite ist nurmehr wenig vorhanden. In den 2010er-Jahren wurden Restaurierungsarbeiten vorgenommen.

## Umgebung
Im Ort Düzlerçami finden sich einige Reste einer antiken Siedlung, die noch nicht genauer identifiziert oder datiert werden konnte. In der näheren Umgebung des Evdir Han sind Sarkophage zu sehen.